# Stefan Kobos
Stefan Kobos ps. „Wrzos” vel „Stanisław Kowalski” ps. „Michorowski” (ur. 27 listopada 1900 w Maniowie, powiat Dąbrowa Tarnowska, zm. 24 lipca 1976 w Opolu) – sierżant Wojska Polskiego, porucznik Armii Krajowej i Zrzeszenia „Wolność i Niezawisłość”.

## Życiorys
W czasie I wojny światowej w Legionach Piłsudskiego, uczestniczył w wojnie polsko-bolszewickiej w 1920 r., służył jako żołnierz 2 Dywizji Litewsko-Białoruskiej pod dowództwem gen. Lucjana Żeligowskiego (uczestnik m.in. walk o Wilno), następnie w batalionie aerostatycznym w Poznaniu, 2 pułku lotniczym w Krakowie i 8 batalionie pancernym w Bydgoszczy. W 1935 r. ukończył Szkołę Podoficerską w Bydgoszczy. W 1937 awansowany do stopnia sierżanta. W 1939 r. pełnił funkcję dowódcy kompanii. Przed wybuchem II wojny odznaczony Krzyżem Zasługi.
W kampanii wrześniowej walczył nad Sanem. Po klęsce pod Lwowem najprawdopodobniej z początkiem stycznia 1940 r. osiadł w Brzezinach Bełżeckich w gminie Bełżec w powiecie tomaszowskim, gdzie dołączył do przybyłych z Bydgoszczy żony i matki. Zamieszkał kolejno w zabudowaniach Stanisława Zubrzyckiego (do września 1941 r.), Stanisława Żołądka (w okresie od września 1941 do lipca 1947 r.) oraz Anieli i Antoniego Kusmierczakow (w okresie od grudnia 1947 do października 1952 r). Chcąc utrzymać rodzinę, podjął pracę w charakterze robotnika w majątku Marcówka, a następnie na stacji kolejowej w Bełżcu (do 1943 r.) oraz jako sprzedawca w sklepie spożywczym w Brzezinach (do 1945 r.). Tam również rozpoczął swoją działalność niepodległościową najpierw wchodząc w struktury Konsolidacji Obrony Narodowej „KLON”, pierwszej organizacji konspiracyjnej na tym terenie, założonej przez ks. kpt. Józefa Śliwę, proboszcza parafii w Hucie Różanieckiej. Organizacja przetrwała do maja 1941 r., kiedy to miała miejsce wielka wsypa spowodowana działalnością miejscowego konfidenta gestapo, w wyniku której aresztowano 44 członków i współpracowników organizacji z księdzem założycielem na czele. Aresztowanie tylu osób spowodowało kres działalności organizacji. Członkowie, którym udało się uniknąć aresztowania, głównie z terenu Narola, do których należał Stefan Kobos, związali się z organizacją ZWZ-AK, wchodząc w struktury rejonu V pod dowództwem Mariana Wardy „Polakowskiego”. W ramach tego rejonu został mianowany dowódcą najbardziej wysuniętej placówki obrony odcinka przeciw ukraińskiego w Brzezinach Bełżeckich wchodzącej w skład kompanii „Narol” dowodzonej przez por. Kazimierza Kosteckiego „Kostka”. 18 kwietnia 1944 r. oddziały UPA zaatakowały Bienaszówkę. W odwecie dowodzony przez „Wrzosa” pluton stoczył zwycięską batalię z UPA pod wsią Kołajec, wypierając nieprzyjaciela w kierunku Huty Lubyckiej. Na przełomie maja/czerwca 1944 r. jako dowódca III plutonu wziął udział w walkach z UPA pod Narolem. Wraz z początkiem czerwca 1944 r. podległe mu drużyny odparły atak UPA na Brzeziny i Majdan. W akcji odwetowej oddział dowodzony przez „Wrzosa” spalił wieś Kołajce uznawaną za miejscowość sprzyjającą UPA. W czerwcu 1945 r. objął dowództwo kompanii „Narol”, w skład której wchodzi 5 plutonów. Od 1945 r. do aresztowania przez UB w 1956 działał intensywnie w strukturach WiN-u.
Aresztowany przez UB, 21 stycznia 1956 r. we wsi Brzeziny, powiat Tomaszów Lubelski. Skazany 28 września 1956 r. w pokazowym procesie na karę dożywotniego więzienia, zmienioną w wyniku zastosowania amnestii na 15 lat.
Wraz ze Stefanem Kobosem, w tym samym procesie osądzeni zostali jego najbliżsi współpracownicy: Eugeniusz Szczepański ps. „Turek” vel „Turski” oraz Bolesław Goch ps. „Dąbek”. Po aresztowaniu Stefana Kobosa przez UB do władz wpłynęła pisemna prośba o jego uwolnienie podpisana przez wielu mieszkańców okolicznych wsi. Prośba ta nie została uwzględniona. Rewizja wyroku z 1957 r. (złożona przez adwokata S. Kobosa) zaowocowała skróceniem kary do 8 lat. Kolejna, dziesięciostronicowa petycja z 1958 r. podpisana przez mieszkańców: Brzezin, Bełżca, Chlewisk, Łukawicy, Lipia, Lipska i Huty Lubyckiej również została odrzucona. W 1959 r. Stefan Kobos uzyskał przerwę w wykonaniu kary do marca 1961 r. ze względu na postępującą chorobę serca. W marcu 1961 r. ponownie wrócił do więzienia, by w 1962 r. uzyskać kolejną przerwę, aż do 1968 r. W tym czasie zamieszkał z rodziną w Opolu, gdzie pracował jako ślusarz. Ostatecznie uchwała Rady Państwa z 11 grudnia 1968 r. zwolniła go od odbycia reszty kary.